# Música de Laura
Música de Laura es una película de Argentina filmada en colores dirigida por Juan Carlos Arch sobre su propio guion escrito según el cuento La casa de Laura de Carlos Catania que se estrenó el 1 de enero de 1999 y que tuvo como actores principales a Alicia Dolinsky, Laura Barceló, Luis Bernie y Diego Soffici. Fue filmada y estrenada en video.

## Sinopsis
Una mujer de 50 años con cuatro hijos adolescentes y un esposo dedicado a los negocios se replantea su vida.

## Reparto
- Alicia Dolinsky
- Carlos Catania
- Laura Barceló
- Luis Bernie
- Diego Soffici

## Comentarios
Carlos O. Flores en Sin Cortes escribió:

«Telefilm desparejo, demasiado hablado que pretende trazar un paralelo entre la historia y un examen de psicología.»